# Byers (Teksas)
Byers je grad u američkoj saveznoj državi Teksas. Prema popisu stanovništva iz 2010. u njemu je živjelo 496 stanovnika.